# 皮德齊里亞
51°35′25″N 24°57′41″E / 51.59028°N 24.96139°E
皮德齊里亞（烏克蘭語：Підцир'я），是烏克蘭西北部的村莊，隸屬沃倫州的卡明-卡希爾斯基區。該村面積2.83平方公里，海拔高度155米，2001年人口764，人口密度每平方公里795.83人。